# Obelisco de Petrópolis
Obelisco de Petrópolis é um obelisco localizado na cidade de Petrópolis no estado do Rio de Janeiro.

## História

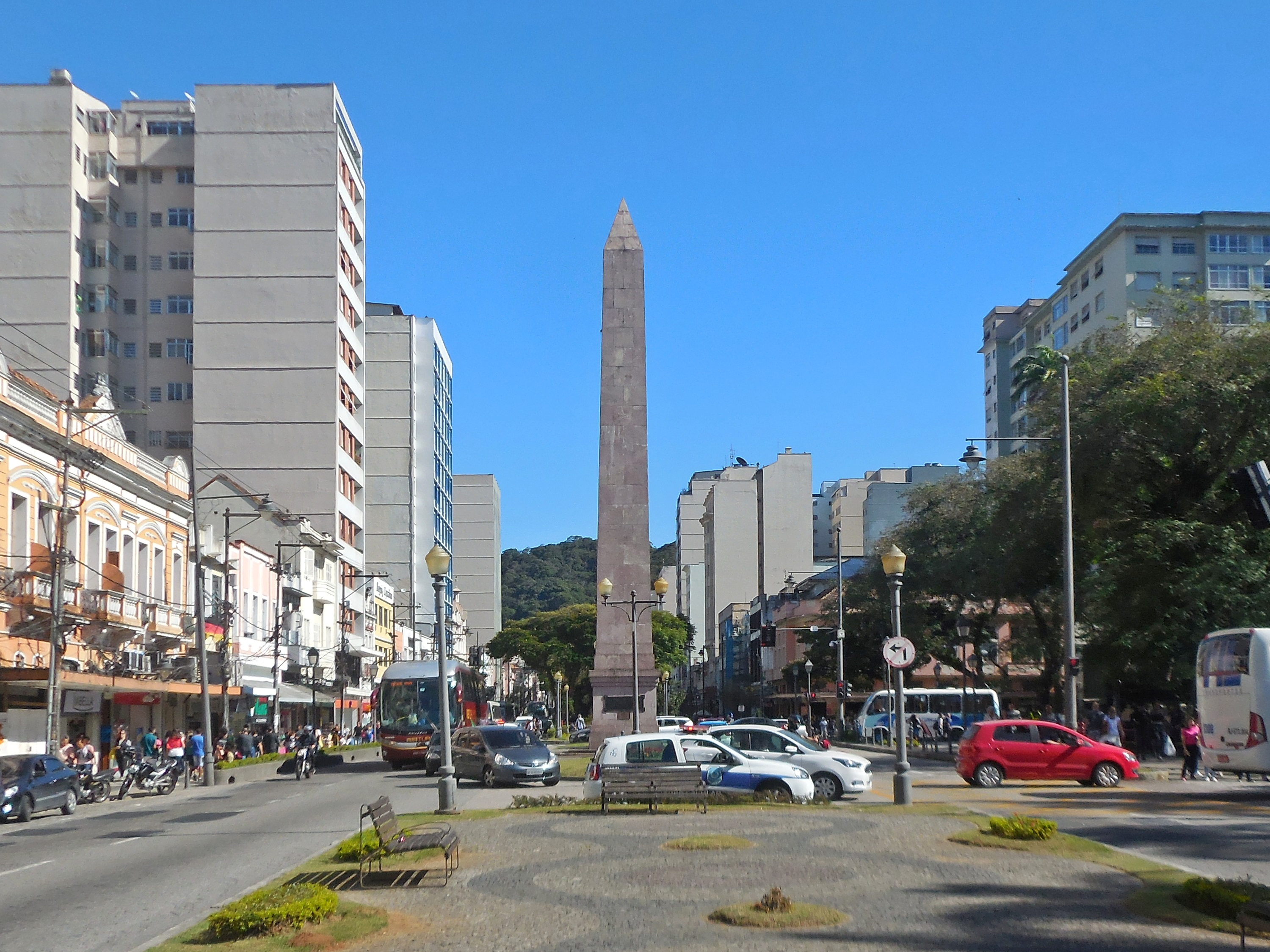
Praça do Obelisco

O Obelisco de Petrópolis, inaugurado no dia 29 de setembro de 1957, foi construído a mando do então prefeito Flávio Castrioto em homenagem ao primeiro centenário da elevação de Petrópolis à categoria de cidade e também em homenagem aos alemães.

## Estrutura arquitetônica
O Obelisco tem 20 metros de altura e em sua base estão afixadas quatro placas de bronze com dados históricos,  e uma com o emblema do imperador D.Pedro II. O monumento é tombado pelo Instituto Estadual do Patrimônio Cultural, o Inepac. Em 2013, o Obelisco passou por uma série de restaurações, que incluíram desde a recolocação da ponta do monumento que havia sido derrubada pela empresa responsável pela decoração de Natal após retirar os enfeites, até a reparação de fissuras, recuperação das placas de bronze e limpeza do monumento.